# Anodoration
Anodoration är ett släkte av spindlar. Anodoration ingår i familjen täckvävarspindlar.
Kladogram enligt Catalogue of Life:
| Anodoration | \| \| Anodoration claviferum \| \| \| \| \| \| Anodoration tantillum \| \| \| \| |
|             | \| \| Anodoration claviferum \| \| \| \| \| \| Anodoration tantillum \| \| \| \| |
|             | Anodoration claviferum                                                           |
|             |                                                                                  |
|             | Anodoration tantillum                                                            |
|             |                                                                                  |